# Hampstead (ort i Dominica)
Hampstead är en ort i Dominica.   Den ligger i parishen Saint Andrew, i den norra delen av landet, 30 km norr om huvudstaden Roseau. Hampstead ligger 1 meter över havet och antalet invånare är 495.
Terrängen runt Hampstead är huvudsakligen kuperad, men österut är den platt. Havet är nära Hampstead åt nordost. Runt Hampstead är det ganska tätbefolkat, med 56 invånare per kvadratkilometer. Närmaste större samhälle är Wesley, 8,0 km sydost om Hampstead. I omgivningarna runt Hampstead växer i huvudsak städsegrön lövskog.